# Llista d'asteroides/105001–105100
| Nom      | Designació provisional | Data de descobriment | Lloc de descobriment | Descobridor/s |
| -------- | ---------------------- | -------------------- | -------------------- | ------------- |
| 105001 - | 2000 KH5               | 28 de maig, 2000     | Socorro              | LINEAR        |
| 105002 - | 2000 KN5               | 28 de maig, 2000     | Socorro              | LINEAR        |
| 105003 - | 2000 KX5               | 27 de maig, 2000     | Socorro              | LINEAR        |
| 105004 - | 2000 KZ5               | 27 de maig, 2000     | Socorro              | LINEAR        |
| 105005 - | 2000 KR6               | 27 de maig, 2000     | Socorro              | LINEAR        |
| 105006 - | 2000 KP10              | 28 de maig, 2000     | Socorro              | LINEAR        |
| 105007 - | 2000 KR10              | 28 de maig, 2000     | Socorro              | LINEAR        |
| 105008 - | 2000 KZ10              | 28 de maig, 2000     | Socorro              | LINEAR        |
| 105009 - | 2000 KA12              | 28 de maig, 2000     | Socorro              | LINEAR        |
| 105010 - | 2000 KN12              | 28 de maig, 2000     | Socorro              | LINEAR        |
| 105011 - | 2000 KW12              | 28 de maig, 2000     | Socorro              | LINEAR        |
| 105012 - | 2000 KG13              | 28 de maig, 2000     | Socorro              | LINEAR        |
| 105013 - | 2000 KH13              | 28 de maig, 2000     | Socorro              | LINEAR        |
| 105014 - | 2000 KK13              | 28 de maig, 2000     | Socorro              | LINEAR        |
| 105015 - | 2000 KL13              | 28 de maig, 2000     | Socorro              | LINEAR        |
| 105016 - | 2000 KM13              | 28 de maig, 2000     | Socorro              | LINEAR        |
| 105017 - | 2000 KT13              | 28 de maig, 2000     | Socorro              | LINEAR        |
| 105018 - | 2000 KU15              | 28 de maig, 2000     | Socorro              | LINEAR        |
| 105019 - | 2000 KK16              | 28 de maig, 2000     | Socorro              | LINEAR        |
| 105020 - | 2000 KD17              | 28 de maig, 2000     | Socorro              | LINEAR        |
| 105021 - | 2000 KR21              | 28 de maig, 2000     | Socorro              | LINEAR        |
| 105022 - | 2000 KQ29              | 28 de maig, 2000     | Socorro              | LINEAR        |
| 105023 - | 2000 KD30              | 28 de maig, 2000     | Socorro              | LINEAR        |
| 105024 - | 2000 KH30              | 28 de maig, 2000     | Socorro              | LINEAR        |
| 105025 - | 2000 KS30              | 28 de maig, 2000     | Socorro              | LINEAR        |
| 105026 - | 2000 KX30              | 28 de maig, 2000     | Socorro              | LINEAR        |
| 105027 - | 2000 KT31              | 28 de maig, 2000     | Socorro              | LINEAR        |
| 105028 - | 2000 KM32              | 28 de maig, 2000     | Socorro              | LINEAR        |
| 105029 - | 2000 KG33              | 28 de maig, 2000     | Socorro              | LINEAR        |
| 105030 - | 2000 KB35              | 27 de maig, 2000     | Socorro              | LINEAR        |
| 105031 - | 2000 KE35              | 27 de maig, 2000     | Socorro              | LINEAR        |
| 105032 - | 2000 KJ36              | 27 de maig, 2000     | Socorro              | LINEAR        |
| 105033 - | 2000 KU36              | 28 de maig, 2000     | Socorro              | LINEAR        |
| 105034 - | 2000 KF37              | 24 de maig, 2000     | Kitt Peak            | Spacewatch    |
| 105035 - | 2000 KD38              | 24 de maig, 2000     | Kitt Peak            | Spacewatch    |
| 105036 - | 2000 KM39              | 24 de maig, 2000     | Kitt Peak            | Spacewatch    |
| 105037 - | 2000 KS39              | 24 de maig, 2000     | Kitt Peak            | Spacewatch    |
| 105038 - | 2000 KG40              | 26 de maig, 2000     | Kitt Peak            | Spacewatch    |
| 105039 - | 2000 KN40              | 30 de maig, 2000     | Kitt Peak            | Spacewatch    |
| 105040 - | 2000 KA41              | 27 de maig, 2000     | Socorro              | LINEAR        |
| 105041 - | 2000 KO41              | 27 de maig, 2000     | Socorro              | LINEAR        |
| 105042 - | 2000 KB42              | 27 de maig, 2000     | Socorro              | LINEAR        |
| 105043 - | 2000 KH42              | 28 de maig, 2000     | Socorro              | LINEAR        |
| 105044 - | 2000 KM42              | 28 de maig, 2000     | Socorro              | LINEAR        |
| 105045 - | 2000 KH48              | 27 de maig, 2000     | Socorro              | LINEAR        |
| 105046 - | 2000 KP48              | 27 de maig, 2000     | Socorro              | LINEAR        |
| 105047 - | 2000 KG52              | 23 de maig, 2000     | Anderson Mesa        | LONEOS        |
| 105048 - | 2000 KN52              | 24 de maig, 2000     | Anderson Mesa        | LONEOS        |
| 105049 - | 2000 KB53              | 31 de maig, 2000     | Kitt Peak            | Spacewatch    |
| 105050 - | 2000 KV53              | 27 de maig, 2000     | Anderson Mesa        | LONEOS        |
| 105051 - | 2000 KW53              | 27 de maig, 2000     | Anderson Mesa        | LONEOS        |
| 105052 - | 2000 KD54              | 27 de maig, 2000     | Anderson Mesa        | LONEOS        |
| 105053 - | 2000 KF54              | 27 de maig, 2000     | Anderson Mesa        | LONEOS        |
| 105054 - | 2000 KV55              | 27 de maig, 2000     | Socorro              | LINEAR        |
| 105055 - | 2000 KR57              | 24 de maig, 2000     | Anderson Mesa        | LONEOS        |
| 105056 - | 2000 KR58              | 24 de maig, 2000     | Anderson Mesa        | LONEOS        |
| 105057 - | 2000 KX60              | 25 de maig, 2000     | Anderson Mesa        | LONEOS        |
| 105058 - | 2000 KH61              | 25 de maig, 2000     | Anderson Mesa        | LONEOS        |
| 105059 - | 2000 KN61              | 25 de maig, 2000     | Anderson Mesa        | LONEOS        |
| 105060 - | 2000 KT61              | 25 de maig, 2000     | Anderson Mesa        | LONEOS        |
| 105061 - | 2000 KB62              | 26 de maig, 2000     | Anderson Mesa        | LONEOS        |
| 105062 - | 2000 KE62              | 26 de maig, 2000     | Anderson Mesa        | LONEOS        |
| 105063 - | 2000 KZ62              | 26 de maig, 2000     | Anderson Mesa        | LONEOS        |
| 105064 - | 2000 KH63              | 26 de maig, 2000     | Anderson Mesa        | LONEOS        |
| 105065 - | 2000 KO63              | 26 de maig, 2000     | Anderson Mesa        | LONEOS        |
| 105066 - | 2000 KW63              | 26 de maig, 2000     | Anderson Mesa        | LONEOS        |
| 105067 - | 2000 KA66              | 27 de maig, 2000     | Anderson Mesa        | LONEOS        |
| 105068 - | 2000 KD66              | 27 de maig, 2000     | Anderson Mesa        | LONEOS        |
| 105069 - | 2000 KQ66              | 28 de maig, 2000     | Anderson Mesa        | LONEOS        |
| 105070 - | 2000 KV66              | 23 de maig, 2000     | Anderson Mesa        | LONEOS        |
| 105071 - | 2000 KX66              | 30 de maig, 2000     | Anderson Mesa        | LONEOS        |
| 105072 - | 2000 KY66              | 31 de maig, 2000     | Anderson Mesa        | LONEOS        |
| 105073 - | 2000 KY67              | 30 de maig, 2000     | Kitt Peak            | Spacewatch    |
| 105074 - | 2000 KB68              | 30 de maig, 2000     | Socorro              | LINEAR        |
| 105075 - | 2000 KS69              | 29 de maig, 2000     | Kitt Peak            | Spacewatch    |
| 105076 - | 2000 KF70              | 28 de maig, 2000     | Socorro              | LINEAR        |
| 105077 - | 2000 KT70              | 28 de maig, 2000     | Kitt Peak            | Spacewatch    |
| 105078 - | 2000 KD71              | 28 de maig, 2000     | Socorro              | LINEAR        |
| 105079 - | 2000 KV73              | 27 de maig, 2000     | Socorro              | LINEAR        |
| 105080 - | 2000 KB74              | 27 de maig, 2000     | Socorro              | LINEAR        |
| 105081 - | 2000 KF74              | 27 de maig, 2000     | Socorro              | LINEAR        |
| 105082 - | 2000 KC75              | 27 de maig, 2000     | Socorro              | LINEAR        |
| 105083 - | 2000 KF75              | 27 de maig, 2000     | Socorro              | LINEAR        |
| 105084 - | 2000 KC76              | 27 de maig, 2000     | Anderson Mesa        | LONEOS        |
| 105085 - | 2000 KH78              | 27 de maig, 2000     | Socorro              | LINEAR        |
| 105086 - | 2000 KR78              | 27 de maig, 2000     | Socorro              | LINEAR        |
| 105087 - | 2000 KB79              | 27 de maig, 2000     | Socorro              | LINEAR        |
| 105088 - | 2000 KO81              | 25 de maig, 2000     | Anderson Mesa        | LONEOS        |
| 105089 - | 2000 KY81              | 24 de maig, 2000     | Anderson Mesa        | LONEOS        |
| 105090 - | 2000 KW82              | 26 de maig, 2000     | Anderson Mesa        | LONEOS        |
| 105091 - | 2000 LO                | 2 de juny, 2000      | Reedy Creek          | J. Broughton  |
| 105092 - | 2000 LC1               | 1 de juny, 2000      | Črni Vrh             | Črni Vrh      |
| 105093 - | 2000 LE1               | 1 de juny, 2000      | Črni Vrh             | Črni Vrh      |
| 105094 - | 2000 LK1               | 1 de juny, 2000      | Bergisch Gladbach    | W. Bickel     |
| 105095 - | 2000 LQ1               | 1 de juny, 2000      | Bergisch Gladbach    | W. Bickel     |
| 105096 - | 2000 LY2               | 4 de juny, 2000      | Socorro              | LINEAR        |
| 105097 - | 2000 LL3               | 4 de juny, 2000      | Socorro              | LINEAR        |
| 105098 - | 2000 LA6               | 4 de juny, 2000      | Kitt Peak            | Spacewatch    |
| 105099 - | 2000 LC7               | 5 de juny, 2000      | Kitt Peak            | Spacewatch    |
| 105100 - | 2000 LD9               | 5 de juny, 2000      | Socorro              | LINEAR        |